# Jacques Courtois

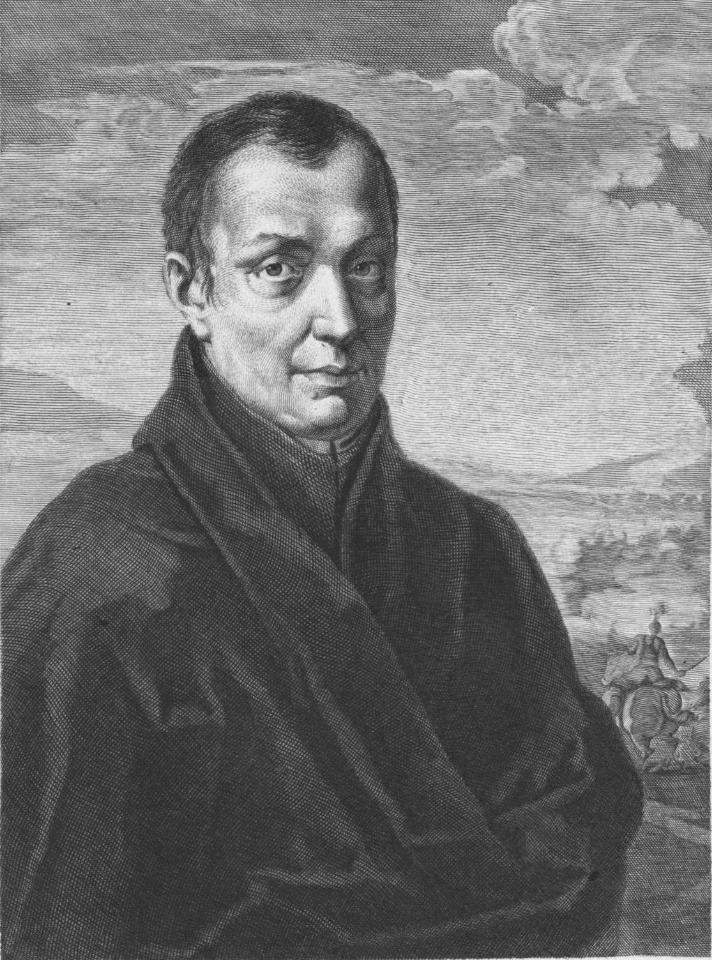
Jacques Courtois

Jacques Courtois (* 12. Dezember 1621 in Saint-Hippolyte, Franche-Comté; † 14. November 1675 in Rom; auch bekannt als Giacomo Cortese oder Cortesi; Il Borgognone bzw. Le Bourguignon) war Schlachten- und Historienmaler. Er wird, obwohl er gebürtiger Franzose war, auf Grund seines Lebens und Werkes dem italienischen Kunstkreis zugeordnet.

## Leben
Jacques Courtois lernte in jungen Jahren erst bei seinem Vater Jean-Pierre Courtois, ging aber schon um 1635, etwa im Alter von 15 Jahren, nach Mailand. Dort trat er in die spanische Armee ein und verbrachte die nächsten drei Jahre als Soldat. Er folgte dem Heer in Märschen und Kämpfen, fertigte dabei aber auch zahllose Schlachtenskizzen an. Jacques Courtois war somit einer der wenigen Schlachtenmaler, die das Soldatenhandwerk auch selbst erlernten und ausübten. 1639 verließ Courtois die Armee und ging nach Bologna, wo Guido Reni auf ihn aufmerksam wurde und ihn einige Zeit lehrte. Von Bologna begab sich Courtois nach Florenz, wo er den niederländischen Maler Jan Asselijn traf. Asselijn, in Italien Giovanni Azzolino und auch Crabat Olandese oder Crabbetje genannt, war der Erste, der den jungen Courtois in der Schlachtenmalerei unterwies. Ab 1640 war Courtois in Rom, wo er in einem Kloster Aufnahme fand. Das Lob, das der damalige berühmte römische Schlachtenmaler Michelangelo Cerquozzi einigen seiner Schlachtenszenen spendete, bewog ihn, diese Kunstgattung in erster Linie zu pflegen.

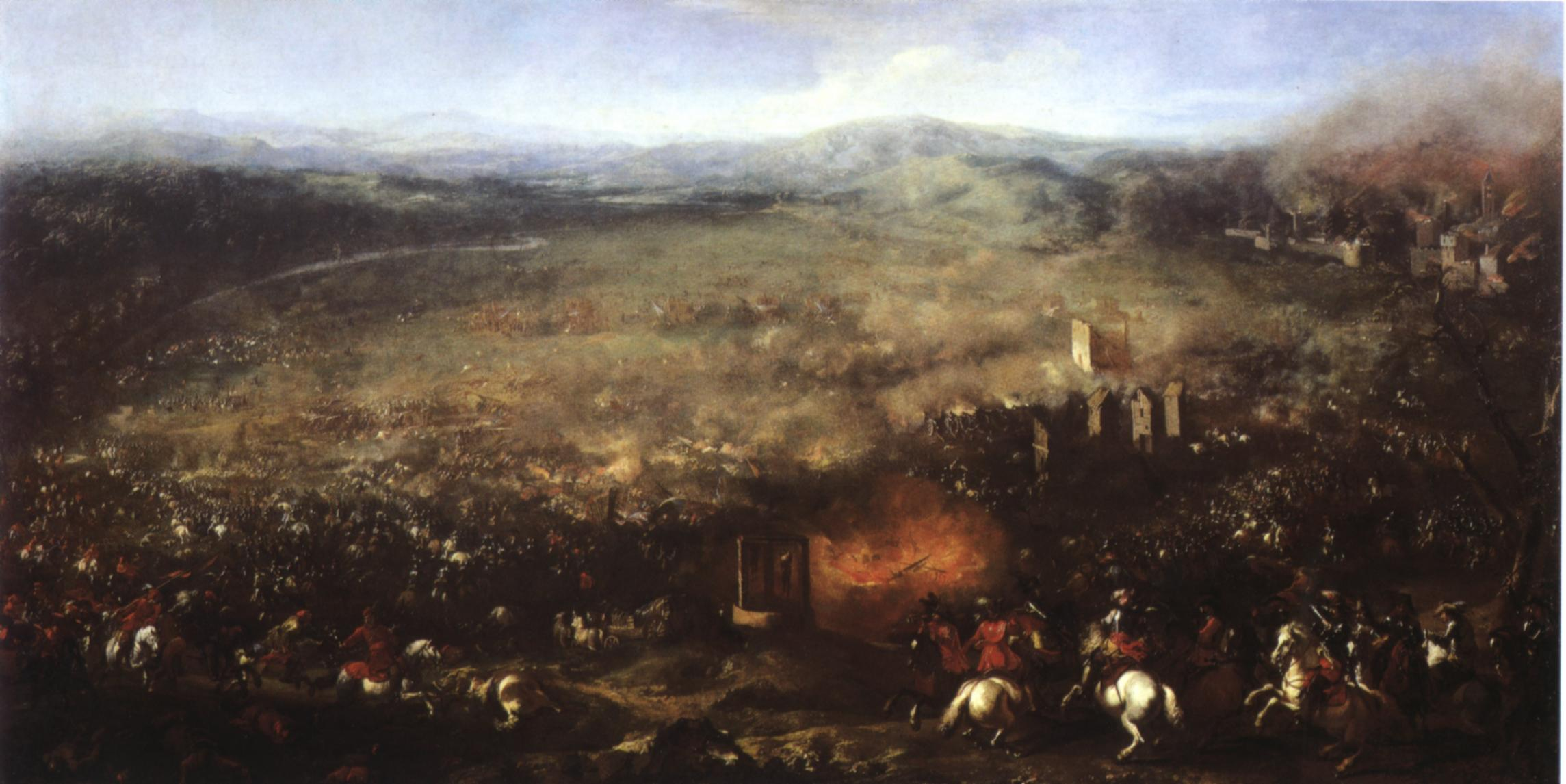
Die Schlacht bei Lützen (um 1655).

Nach dem Tod seiner Gemahlin, einer Tochter des Florentiner Malers Vajani, die nach nur sieben Jahren Ehe starb, folgte Courtois dem Ruf des Matteo de Medici (1613–1667) nach Florenz und Siena. Bis 1655 verblieb Courtois im Dienst des Medici, dann begab er sich wieder zurück nach Rom, wo er am 13. Dezember 1657 in das Jesuitennoviziat von San Andrea al Quirinale eintrat und am 2. Februar 1668 seine Profess ablegte. Im Kloster malte er zunächst einige religiöse Bilder, wandte sich aber später wieder seinen geschätzten Schlachtenbildern zu, bevor er am 14. November 1675 in Rom starb.
Seine Brüder Guillaume und Jean-Baptiste Courtois erlangten ebenfalls Bekanntheit als Künstler.

## Werk
Jacques Courtois ist ohne Zweifel der bedeutendste Meister des narrativen bzw. dekorativen Schlachtenbildes und signierte meist als Giacomo Cortese. Er wurde als Schlachtenmaler stark von Salvator Rosa beeinflusst. In der Art der Verbindung von Figuren und Landschaft sowie in der farbigen Behandlung folgt Courtois grundsätzlich dem von Rosa begonnenen Stil. Im Unterschied zu Rosa bevorzugte er jedoch den Kampf mit den Feuerwaffen und wandte sich nicht der Darstellung der antikisierenden Schlacht zu. Courtois malte die Massen des Kampfgetümmels unter der Wirkung atmosphärischer Erscheinungen wie Licht, Luft und Staub. Ihn interessierten die Reflexe des Lichtes auf den sich schnell bewegenden Körpern von Pferd und Reiter, die malerischen Effekte, die sich durch die Darstellung des Pulverdampfes und der Feuerblitze der abgeschossenen Pistolen erzielen lassen. Das Gefühl der Dynamik, der Unordnung des Schlachtfeldes erhöht Courtois durch seinen kräftigen Pinselstrich. Die sich auf dem Boden wälzenden Pferde, der Knäuel der Kämpfer werden durch die starken hell-dunkel-Wirkungen noch weiter fragmentiert und der Eindruck eines Gefechtes verstärkt. Der Kampf wird zum Vorwand genommen, um eine faszinierende Komposition von Licht und Schatten, Farbe und Form zu gestalten.

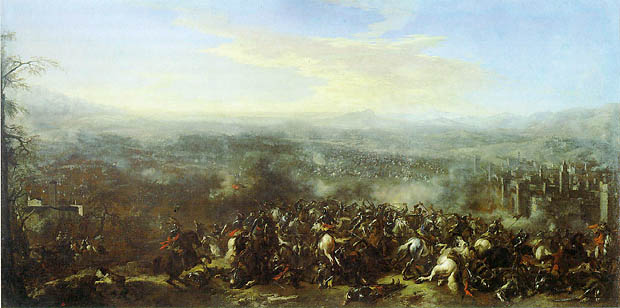
Die Schlacht bei Nördlingen (um 1655).

Die Schlachtenbilder des Jacques Courtois waren bereits bei seinen Zeitgenossen hoch geschätzt und bewundert, sie sind in großer Zahl – meist jedoch noch ungesichtet – in fast allen europäischen Galerien erhalten. Für den Prinzen Matteo de Medici malte Courtois eine Serie von großen Schlachtenbildern, die Episoden aus dem Krieg von Castro darstellen; aber auch Szenen aus dem Dreißigjährigen Krieg, wie z. B. die „Schlacht bei Lützen“ oder die „Schlacht bei Nördlingen“. Der neue Typus, den Jacques Courtois durch seine Schlachtengemälde schuf, die Einzigartigkeit der Nahkämpfe, der Lebendigkeit und der Farblichkeit sollte eine ganze Gruppe von Schülern und Nachahmern nachhaltig beeinflussen.

## Werke (Auszug)
- Die Schlacht bei Lützen. Öl auf Leinwand, um 1655, 141 × 275 cm. Galleria Palatina, Palazzo Pitti, Florenz (Inv. Oggetti d Arte Pitti, n. 451).[7]
- Die Schlacht bei Nördlingen. Öl auf Leinwand, um 1655, 141 × 275 cm. Galleria Palatina, Palazzo Pitti, Florenz (Inv. Oggetti d Arte Pitti, n. 452).
- Eine Schlacht. Öl auf Leinwand, 117 × 199,5 cm. Alte Pinakothek, München (Inv. Nr. 938).
- Ein Kürassier im Angriff. Öl auf Leinwand, 44 × 31 cm. Staatsgalerie in der Plassenburg, Kulmbach (Inv. Nr. 2320).
- Ein Husar im Angriff. Öl auf Leinwand, 44 × 31 cm. Staatsgalerie in der Plassenburg, Kulmbach (Inv. Nr. 2319).